# Acacia oldfieldii
Acacia oldfieldii — вид квіткових рослин з родини бобових. Ареал: Австралія (Західна Австралія).

## Середовище
Рослина часто розташована на підвищеннях і скелястих рівнинах і буде рости на піщаних і глинистих ґрунтах і на пісковику.

## Біоморфологічна характеристика
Кущ зазвичай досягає висоти від 1,2 до 5 метрів. Має голі гілочки. Вічнозелені, голі філодії мають лінійно-еліптичну або лінійно-прямоланцетну форму і можуть бути прямими або неглибоко загнутими й мають довжину від 7 до 16,5 см і ширину від 3 до 5 мм, мають жовті краї та пряму або загнуту верхівку разом із багатьма близько паралельними непомітними жилками. Цвіте з червня по вересень, утворюючи прості суцвіття, розташовані парами в пазухах із циліндричними квітковими колосками завдовжки 30–45 мм і з діаметром 4–5 мм, нещільно заповненими яскраво-золотистими квітками. Стручки мають лінійну форму, підняті над кожним насінням і стиснуті між ними. Стручки виростають до 10 см в довжину і мають ширину від 2 до 4 мм з поздовжньо розташованими насінням всередині. Блискуче чорне насіння має еліптичну форму довжиною 3,5–4 мм.